# Народно читалище „Христо Ботев – 1872“
Народно читалище „Христо Ботев – 1872“ е културно-просветно учреждение в град Нови пазар, област Шумен.

## История
Читалището е създадено на 25 октомври 1872 година в Ени пазар, както е наричано тогава селището, от 15 учредители – Иван Радов, Ради Жеков, Димо Атанасов, Дечко Величков, Руси Минчев, Драгий Митев, абаджи Мирко Кулев (за останалите учредители няма данни). Основателите са състоятелни хора – земеделци, скотовъдци, търговци, като част от тях са родоначалници от новопазарски родове, които работят за просперитета на своите съграждани и духовния подем на Нови пазар.
Откриването на читалището се състои на Димитровден. Отслужен е тържествен водосвет в учителската стая на Неделното училище, където тя официално е провъзгласена за читалище. За патрон избират свети Димитър. В негово лице основателите виждат героизма, мъжеството и последователността на светеца в отстояването на християнската вяра. В народния календар Димитровден е сред големите есенни християнски празници, след прибирането на реколтата, приключването на стопанската година и започването на новата. В това начало и завършек, повтарящо се всяка година, е заложена жаждата за многолетие и благоденствие. Изборът на патрон, ден на учредяване и извършения тържествен водосвет основателите възприемат като значимо и свято дело, имащо важно значение за бъдещето на Нови пазар.
Първите стъпки на читалище „Свети Димитър“ са трудни, то няма своя сграда. Иван Радов като истински просветител съзира огромната роля, която играе книгата по пътя към просветата, което превръща създаването на библиотека („книгохранилница“, както я нарича), в основна дейност на читалището. Оскъдните средства, с които разполага читалището, насочват Иван Радов към събирането на книги чрез дарителство като сам дарява на читалището част от личната си библиотека. Последван е от родолюбиви българи като Маринчо Бенли, Илия и Димитър Блъскови, Ж. Попов, Петър Марков и Андрей Димитров от Шумен, както и Милко Милков, учител от Меджидия. Сред най-старите книги, дарени на читалището тогава, е книга от Зографския манастир в Атон. Шуменските читалища „Архангел Михаил“, днешното „Добри Войников“, и „Напредък“ също даряват книги на новосъздаденото читалище. За кратко време в книгохранилницата на читалището се събират прилично количество книги и тя отваря врати за своите първи читатели, предимно учители и по-будни грамотни младежи. Освен книги Иван Радов се стреми да снабди читалището и с излизащите по онова време вестници и списания.
Заслугата на Иван Радов към читалищетното дело не се изчерпва със създаването на читалището и „книгохранилницата“, той полага основите и на цялата културно-просветна дейност в града. Заедно с учителя Петър З. Груев поставят основите на богата и разнообразна дейност – лекционната просвета. В неделните дни в училището-читалище двамата учители изнасят беседи. Те поставят и началото на литературната дейност в Нови пазар. Започват да събират народни песни, обичаи и предания от новопазарския край и материали, свързани с историята на селището.
Богатата и разнообразна читалищна дейност се издържа от членски внос на читалищните членове и лични средства, като първите дарители са основателите му и други новопазарци. Читалището има и подкрепата на Общината в лицето на първия след Освобождението кмет Никола Бацаров, известен с широка култура и разностранни обществени интереси, както и спомоществовател на читалищното дело в Нови пазар.
През 1881 г. в града се подготвя първото театрално представление по повод отнкриването на нопостроената сграда на училището в града. В същата година към читалището се открива театрална трупа. Ръководители на групата са Христо Маринов и Куни Железов. Театралната трупа е първият системно организиран читалищен колектив.

По-известните пиеси, играни по онова време от трупата, са:
- „Стефан Караджа“;
- „Хаджи Димитър“;
- „Хъшове“;
- „Многострадална Геновева“;
- „Ловчанския владика“;
- „Михал Микоед“;
- „Нова комедия“ и др.

През 1905 г. читалището се премества на втория етаж на частна сграда, собственост на Станчо Русанов – учител, търговец и деен участник в цялостната читалищна дейност. Ръководител на първите черковни хорове към храма в града. С негова помощ читалището има нова сграда и библиотека, където се провеждат читалищните сбирки. С негова помощ и двамата учители, радетели на музикалната култура, Петър Груев и Куни Железов, полагат основите на хоровото дело в града. Създават първите ученически и храмоци хорове в града.
През 1908 г. под ръковоството на учителя Петър Мазнев се създава първият мъжки хор към читалището, а през 1910 година се превръща в смесен хор. От този период нататък хорът и театърът се превръщат в най-постоянната дейност на форма на изява на читалището.
Появяват се и класическите инструменти като цигулката. По същото време новопазарци се запознават с китарата. В следващите години читалището разгръща богата дейност – театрални представлениия, читения и сказки, празнични тържества и чествания.
Разширилата се читалищна дейност се нуждае от нова материална база. През 1915 г. с пълно мнозинство Общински съвет определя парцел за построяването на нова читалищна сграда. Строи се в периода от 1928 до 1931 г.